# Jean-Jacques Rein
Pour les articles homonymes, voir Rein.
Jean-Jacques (Joseph) Rein (28 février 1920, Mulhouse, Haut-Rhin - 30 mars 1943, Sobibor, Pologne) est un membre de la Résistance juive en France, arrêté lors de la rafle de la rue Sainte-Catherine à Lyon, le 9 février 1943, par la Gestapo, sous les ordres de Klaus Barbie. Il est déporté dans le convoi n° 53 du 25 mars 1943, partant du camp de Drancy vers le camp d'extermination de Sobibor, où il est assassiné le 30 mars 1943 à l'âge de 23 ans.

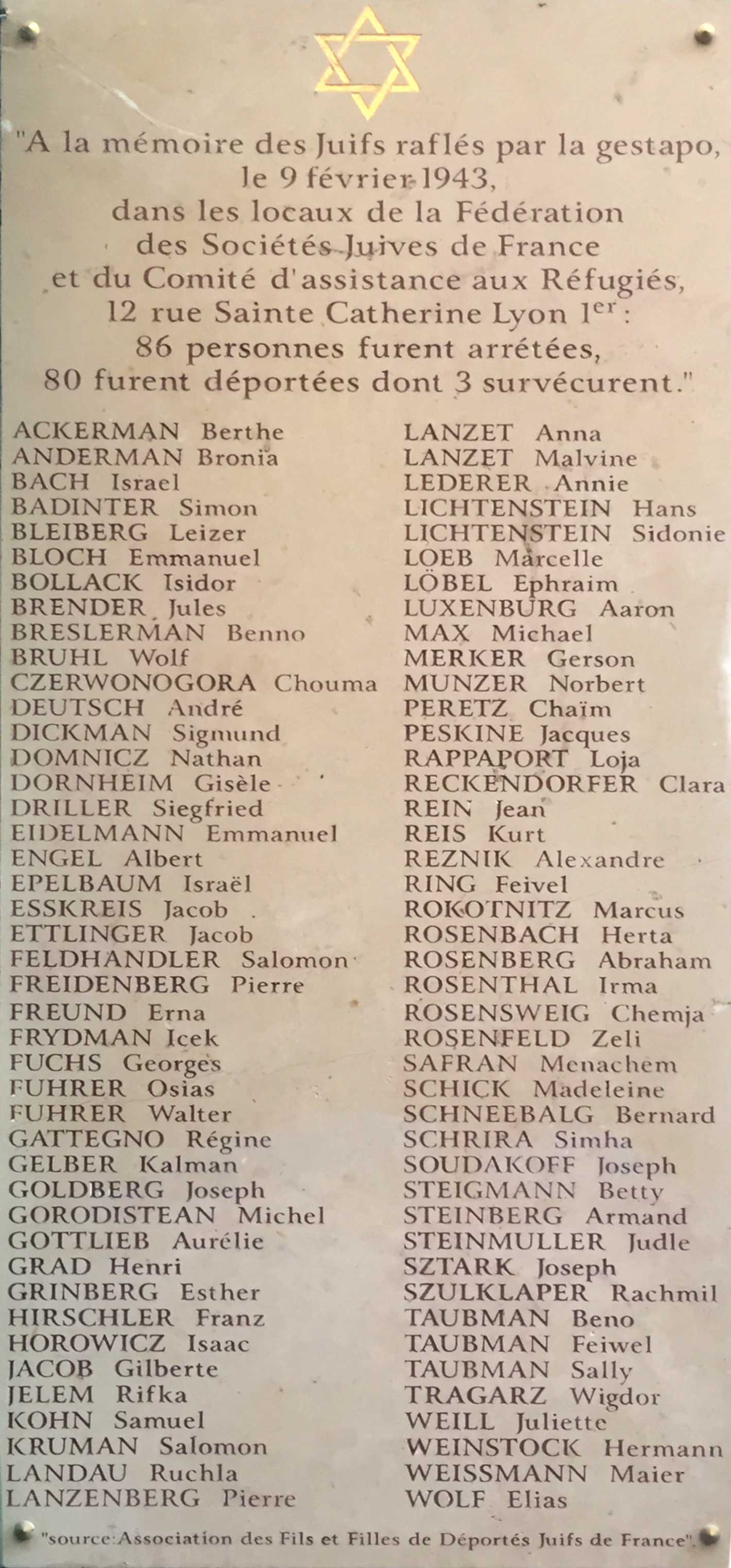
Plaque rue Sainte-Catherine.

## Biographie
Jean-Jacques Rein naît à Mulhouse, Haut-Rhin, le 28 février 1920.
Il est chef des éclaireuses et éclaireurs israélites de France (EIF).

### Résistance
Jean-Jacques Rein est membre de la Sixième à Limoges, où il en est responsable régional, puis à Nîmes, où il s'occupe des EIF, puis des jeunes non organisés, et finalement, se consacre à la Sixième.
Il fabrique des faux-papiers et cherche des planques pour les réfugiés.

### La rafle de la rue Sainte-Catherine
Jean-Jacques Rein est arrêté le 7 février 1943 lors de la rafle de la rue Sainte-Catherine à Lyon par la Gestapo sous les ordres de Klaus Barbie. Il était venu apporter de fausses cartes d'identité.

### Déportation
Jean-Jacques Rein est transféré directement au camp de Drancy puis déporté dans le convoi n° 53 du 25 mars 1943 vers le camp d'extermination de Sobibor,, où il est assassiné le 30 mars 1943.